# 天主教卡托维兹总教区
天主教卡托維茲總教區（拉丁語：Archidioecesis Katovicensis）是羅馬天主教在波蘭南部設立的一個總教區，以主教座堂駐地是卡托維茲的基督君王主教座堂。

## 歷史
1925年19月28日成立卡托維茲總教區，1992年3月25日升格為總教區。

## 現況
附屬教區有格利維採教區和奧波萊教區。2007年，在當地1,684,000人口中，有教友1,639,000人，佔轄區總人口97.3%、315個堂區、1,072名司鐸、173名修士、831名修女。現任總主教為Damian Zimon。

## 外部連結
- Giga-Catholic Information （页面存档备份，存于）
- Catholic Hierarchy （页面存档备份，存于）
- 卡托維茲總教區